# Дацюк Олександр Осипович

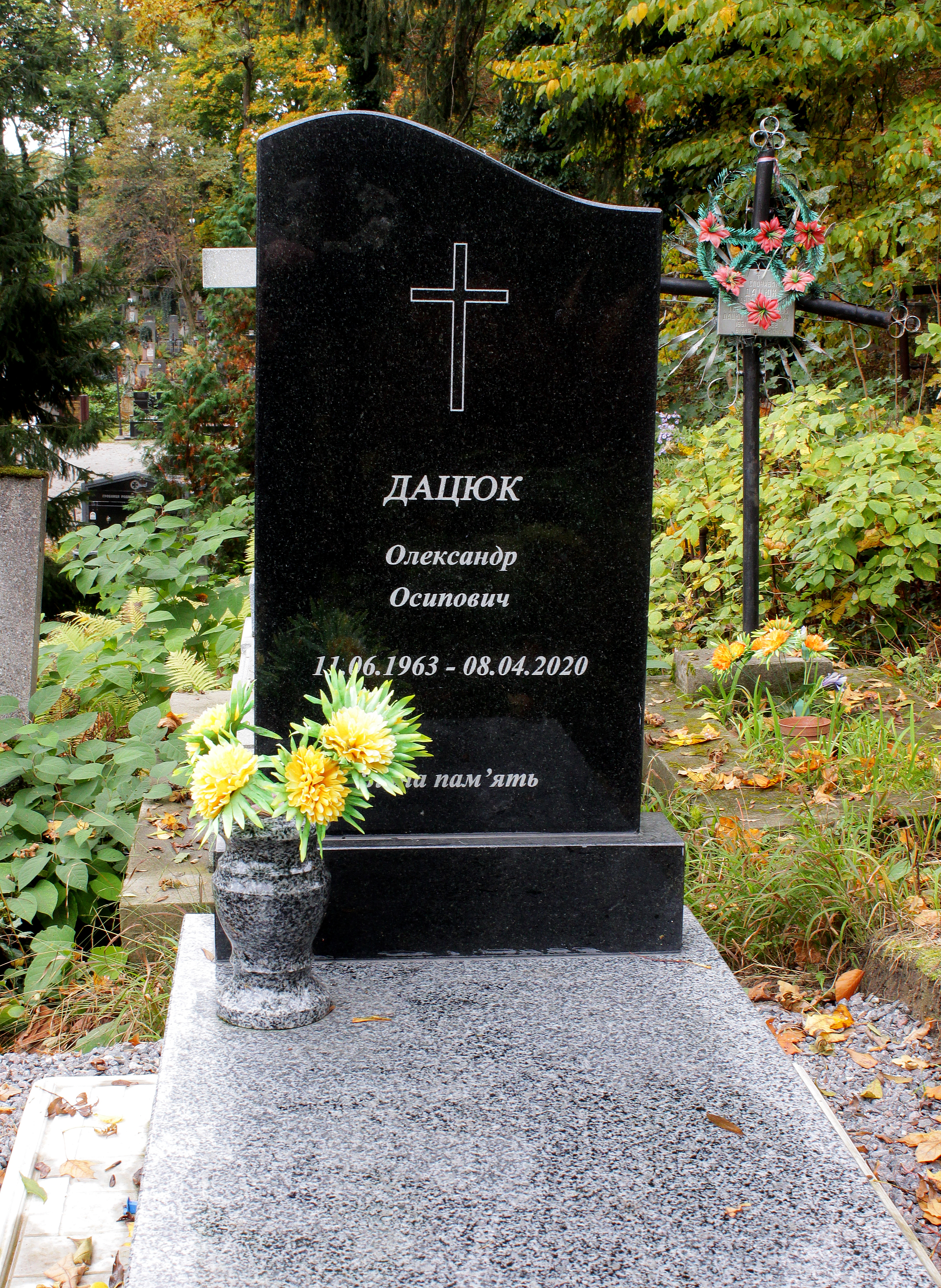

Олександр Осипович Дацюк (11 червня 1963, Львів — 8 квітня 2020, там само) — український музикант, композитор-пісняр, Заслужений артист України, лідер гурту «Лесик Band».
Загинув від нападу безхатченка, який наніс Олександру удари ножем.

## Життєпис
Народився 11 червня 1963 року в Львові. Закінчив факультет диригування Львівського училища культури і мистецтва.
Олександр Дацюк неодноразово був лауреатом естрадних фестивалів. Був гітаристом гуртів «Внуки Львова», «Стежки», «КООП-2», «Робочий день», «Роком круш». Лесик Дацюк був одним з перших учасників Львівського рок-клубу.
У грудні 1990 року у Львові створив свій гурт «Лесик Band».

## Доробок
У творчому доробку компакт-диски: «Кошмарний Сон», «Інструкція», «Мудрий Вуйцьо», «Пюре», «Цирк на Дроті», «Добра Мадонна», «Дев'ять Бабиних Приколів», «Rock&Roll зі салом», «Блюз для фраєрів», «Коли гості в хаті». Лесик Дацюк писав тексти пісень діалектним львівським мовленням.

## Особисте життя
Дружина Тетяна Миколаївна, троє синів — Орест, Лесик та Богдан.

## Смерть
7 квітня 2020 року на зупинці громадського транспорту «Копистинського» (стара назва «Кінескоп») коло будівлі вул. Героїв УПА, 80, що навпроти будинку 73 по вул. Героїв УПА у Львові на Олександра напав безпритульний і завдав йому в ділянку серця кілька ударів ножем. Олександр Дацюк помер на операційному столі. Похований на полі 42 Личаківського цвинтаря.
12.5.2021 р. ухвалено вирок: 10 років позбавлення волі, рахуючи з 7.4.2020 р.[джерело?].